# Thủy điện Nậm Mức
Thủy điện Nậm Mức là thủy điện xây dựng trên dòng Nậm Mức tại hai xã Mường Mùn huyện Tuần Giáo và xã Pa Ham huyện Mường Chà, tỉnh Điện Biên, ở vùng tây bắc Việt Nam .
Thủy điện Nậm Mức có công suất lắp máy 44 MW với 2 tổ máy, sản lượng điện hàng năm 176 triệu KWh, khởi công tháng 12/2009, tái khởi động 2012 . Đến tháng 6/2015 thì hoàn thành hòa lưới.

## Thời gian thi công
Theo tư liệu của Hội Đập lớn và Phát triển nguồn nước thì "Công trình đã được khởi công ngày 25/12/2006, dự kiến hoàn thành quí III/2009" . Tuy nhiên theo Báo điện tử Xây dựng thì nó được khởi công vào tháng 12/2009, sau khi chặn dòng vào tháng 11/2010, công trường phải tạm dừng vì nhiều lý do, trong đó nguyên nhân cơ bản là "thiếu vốn", và đến đầu năm 2012 được khởi động lại .

## Nậm Mức
Nậm Mức là một phụ lưu nhỏ của sông Đà, bắt nguồn từ hợp lưu sông suối tại biên giới Việt - Lào ở ranh giới giữa hai xã Mường Mươn và Mường Pồn, chảy uốn lượn theo hướng chính là đông bắc, sau là hướng bắc.
Đến bản Nậm Mức xã Xá Tổng thì dòng Nậm Mức đổ vào sông Đà .
Cách Thủy điện Nậm Mức phía thượng lưu cỡ 13 km theo đường sông là Thủy điện Long Tạo 21°42′51″B 103°12′58″Đ / 21,714051°B 103,216151°Đ công suất lắp máy 42 MW với 2 tổ máy, khởi công tháng 3/2017, dự kiến hoàn thành quý III năm 2019 .